# Hylandia dockrillii
Hylandia dockrillii Airy Shaw, 1974 è una pianta appartenente alla famiglia Euphorbiaceae. È l'unica specie del genere Hylandia Airy Shaw, 1974.

## Etimologia
Il nome del genere è stato dato in onore del botanico australiano Bernie Hyland.
È nativa della regione Cook nel Queensland, in Australia.

## Proprietà medicinali
Possiede tra i principi attivi un estere diterpene: EBC-46, che ha mostrato interessanti proprietà antitumorali provocando una necrosi emorragica dopo una singola somministrazione intralesionale; con una rapida morte delle cellule tumorali e comportando la guarigione clinica e definitiva di tumori solidi in modelli pre-clinici di cancro (modello animale: topi). Da molto tempo la pianta viene usata per la cura di tumori cutanei.